# Pavol Benčo
Pavol Benčo (* 17. dubna 1955 Šurany) je bývalý slovenský fotbalista, obránce.

## Fotbalová kariéra
Odchovanec Šuran. Hrál za Spartak Trnava, BZVIL Ružomberok a Plastiku Nitra. V československé lize nastoupil v 94 utkáních a dal 1 gól.

## Ligová bilance
| Ročník                                      | Zápasy | Góly | Minuty | Klub              |
| ------------------------------------------- | ------ | ---- | ------ | ----------------- |
| 1. československá fotbalová liga 1974/75    | 7      | 0    | -      | Spartak Trnava    |
| 1. československá fotbalová liga 1975/76    | 15     | 0    | -      | Spartak Trnava    |
| 1. československá fotbalová liga 1976/77    | 14     | 0    | -      | Spartak Trnava    |
| 1. československá fotbalová liga 1979/80    | 17     | 0    | 1376   | Spartak Trnava    |
| 1. československá fotbalová liga 1980/81    | 22     | 1    | 1717   | Spartak Trnava    |
| 1. československá fotbalová liga 1981/82    | 8      | 0    | 689    | Spartak Trnava    |
| 1. slovenská národní fotbalová liga 1981/82 | 15     | 0    | -      | TBZVIL Ružomberok |
| 1. československá fotbalová liga 1982/83    | 6      | 0    | 540    | Plastika Nitra    |
| 1. československá fotbalová liga 1983/84    | 5      | 0    | 363    | Plastika Nitra    |
| 1. slovenská národní fotbalová liga 1984/85 | 2      | 0    | -      | Plastika Nitra    |
| CELKEM 1. liga                              | 94     | 1    |        |                   |